# Faculdade de Medicina da Universidade Federal de Minas Gerais
A Faculdade de Medicina da UFMG (FM/UFMG) é uma Unidade Acadêmica da Universidade Federal de Minas Gerais. Sua sede fica no Campus Saúde, na área hospitalar de Belo Horizonte. Parte da graduação do curso de medicina é realizada, também, no Instituto de Ciências Biológicas da UFMG (ICB/UFMG) e no prédio Centro de Atividades Didáticas 1 (CAD1), ambos localizados no Campus Pampulha da UFMG, na região da Pampulha de Belo Horizonte.  
Fundada em 1911, antes mesmo da criação da própria Universidade Federal de Minas Gerais (1927), a Faculdade de Medicina da UFMG carrega uma história rica, com profissionais de referência internacional e personagens notáveis da história do Brasil. Entre alguns de seus ex-alunos estão o escritor Guimarães Rosa e o ex-presidente da república Juscelino Kubitschek. 
Conta, atualmente, com mais de 2000 discentes e forma, anualmente, 320 médicos – o maior número de graduados, por ano, no Brasil – e 50 fonoaudiólogos e, desde 2010, iniciou a oferta do Curso Superior de Tecnologia em Radiologia. Pioneira na bem sucedida experiência pedagógica do Internato Rural na graduação de medicina, compreende um amplo e renomado sistema de pós-graduação, com dois de seus programas - o de Infectologia e Medicina Tropical e o de Saúde Pública - entre os de melhor conceito no país.
De acordo com o Ranking Universitário Folha (RUF) de 2019, o curso de medicina da UFMG foi classificado como o terceiro melhor do país, atrás apenas das estaduais paulistas USP e UNICAMP, sendo a Faculdade de Medicina da UFMG considerada a melhor graduação em medicina das universidades federais brasileiras nesse ranking. Em 2020, a Faculdade de Medicina da UFMG alcançou o conceito máximo no ENADE, exame aplicado pelo MEC para avaliar o desempenho dos estudantes de instituições superiores do país.

## História

### Antes da UFMG: Escola de Medicina de Belo Horizonte
Em 5 de março de 1911, a Sociedade Médico-Cirúrgica de Minas Gerais criava a Escola de Medicina de Belo Horizonte, a quarta implantada no Brasil. Os médicos fundadores que assinaram a ata de sua criação e suas respectivas cátedras eram: Alfredo Balena (clínica médica); Cornélio Vaz de Mello (anatomia médico-cirúrgica, operações e aparelhos); Zoroastro Rodrigues de Alvarenga (higiene); Cícero Ribeiro Ferreira Rodrigues (medicina legal); Otávio Machado (clínica pediátrica médica e cirúrgica, ortopedia e higiene infantil); Eduardo Borges Ribeiro da Costa (clínica cirúrgica); Hugo Furquim Werneck (ginecologia e obstetrícia); Samuel Libânio (clínica médica, 2ª cadeira); Antônio Aleixo (clínica dermatológica e sifilográfica); Ezequiel Caetano Dias (microbiologia); Honorato Alves (oftalmologia e otorrinolaringologia); e Olyntho Deodato dos Reis Meirelles (farmacologia).

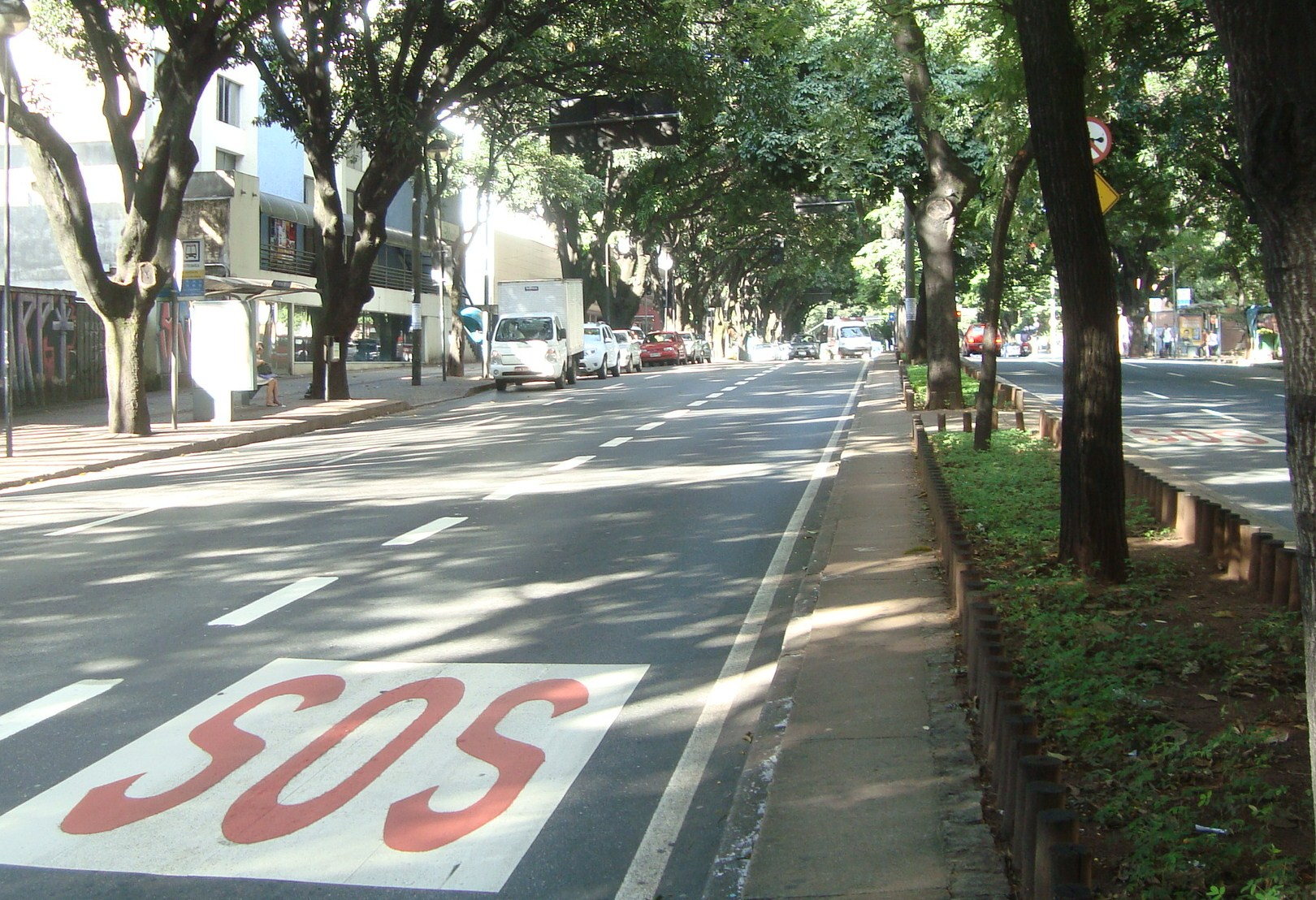
Avenida Alfredo Balena, região conhecida como área hospitalar e localização atual da Faculdade de Medicina e Hospital das Clínicas da UFMG.

Inicialmente, a Escola foi instalada no palacete Guanabara, na esquina da Avenida Afonso Pena com a Rua Espírito Santo. Em 30 de julho de 1911 foi lançada a pedra fundamental para a construção de sua sede própria, localizada num terreno do Parque Municipal, cedido pela Prefeitura, na Avenida Mantiqueira, depois Avenida Alfredo Balena. À solenidade compareceu como paraninfo o professor Miguel de Oliveira Couto, da Faculdade de Medicina do Rio de Janeiro.
Em 26 de março de 1911, reuniram-se os fundadores e organizadores da Escola, constituindo a Direção Provisória da Faculdade, com Cícero Ribeiro Ferreira Rodrigues como presidente e Otávio Machado como secretário. A 3 de maio de 1911 deliberou-se pela aprovação dos seus estatutos, tomando como base o ensino teórico e prático das matérias que constituíam a Faculdade de Medicina do Rio de Janeiro, incluindo os cursos de ciências médicas e cirúrgicas, de farmácia, de odontologia e de obstetrícia. Elegeu-se, então, a diretoria definitiva com Cícero Ribeiro Ferreira Rodrigues como diretor, Cornélio Vaz de Mello como vice-diretor e João Batista de Freitas como secretário-tesoureiro. No mês de junho foram empossados os 12 catedráticos fundadores e os diretores.
A aula inaugural intitulada "As Coordenadas Estáticas do Corpo Humano" foi proferida pelo professor interino de física médica Zoroastro Rodrigues de Alvarenga, no dia 8 de abril de 1912. Naquele ano foram matriculados 113 alunos, sendo 104 no curso médico, seis no de farmácia e três no de odontologia. 
Na graduação, em 1917, a primeira turma totalizava 17 formandos em Medicina.

### UFMG: Faculdade de Medicina da UFMG

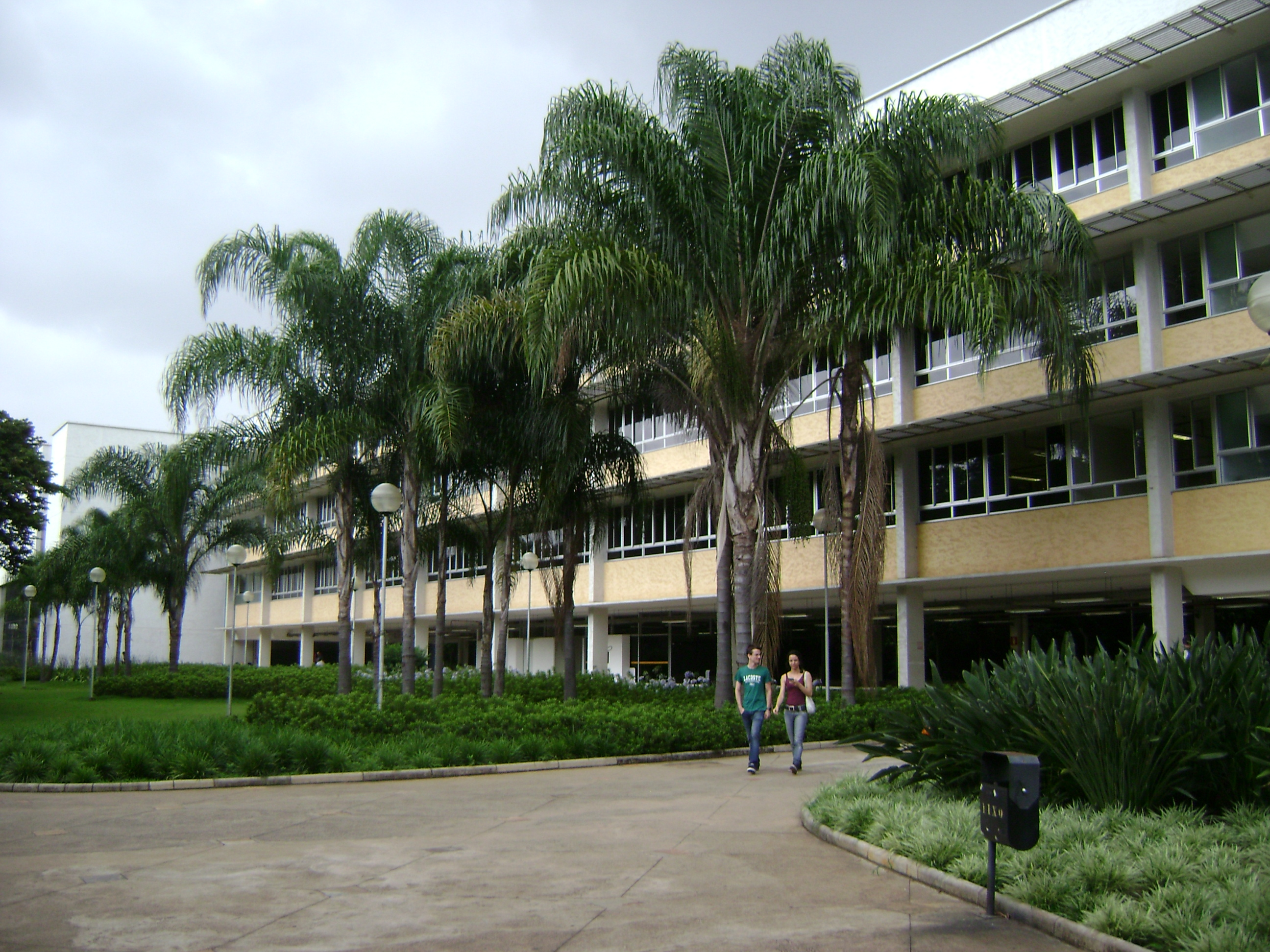
Centro de Atividades Didáticas 1 (CAD1), prédio localizado no Campus Pampulha da Universidade Federal de Minas Gerais.

Em 1927, a instituição passou a constituir a Universidade de Minas Gerais, federalizada em 1949, junto com as outras três escolas de nível superior até então existentes em Belo Horizonte: Faculdade de Direito, Escola de Engenharia e Escola Livre de Odontologia, que incluía o curso de Farmácia.
A atual sede, apelidada de "Caixotão", só foi erguida em 1960, na Avenida Professor Alfredo Balena, depois que a anterior, no mesmo endereço, foi demolida. A turma de 1960 inaugurou o atual edifício da Faculdade. Quem ministrou a primeira aula foi o presidente Juscelino Kubitschek de Oliveira, ex-aluno, benfeitor e, a partir daquela data, professor honorário.

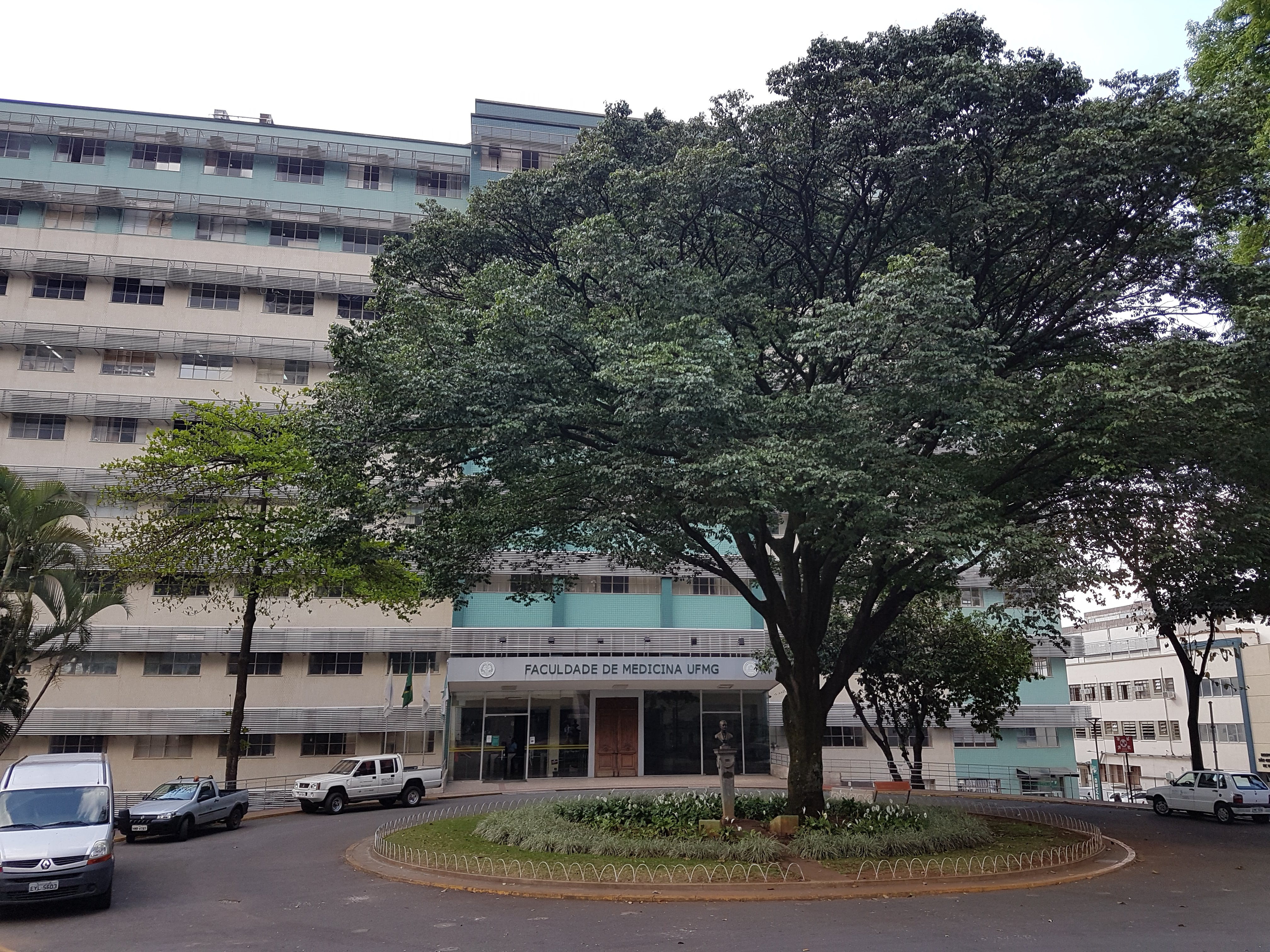
Prédio da Faculdade de Medicina da UFMG no Campus Saúde, localizado na Avenida Professor Alfredo Balena.

O estudo da Crenologia era ensinada em Belo Horizonte, nessa Escola; formava médicos nessa área e foi extinto no Brasil por volta dos anos 1950, na surdina; sem nenhuma explicação à comunidade e à população em geral.
Na década de 60 também foi implantada a Residência Médica, com estágios de médicos graduados em várias clínicas. Em 1968, era a vez da implementação da pós-graduação da Faculdade, com a criação do Doutorado em Oftalmologia.
Em 1965, as entradas foram fixadas em 160 alunos. Em 1969, a pressão pela formação de um número maior de profissionais dobrou o número de vagas da graduação de Medicina para 320, divididas em duas entradas semestrais.
A década de 70 foi o marco da reforma no ensino. Começava um processo de desenvolvimento curricular audacioso: além das habilidades básicas obrigatórias, o currículo médico deveria oferecer disciplinas e internatos para atender à vocação individual dos estudantes durante a graduação. Os estudantes passaram a ter mais contato com os pacientes. Os serviços de saúde, principalmente os públicos, tornaram-se parceiros da Universidade na educação médica.
Em 1º de julho de 1999, foi criada a graduação em Fonoaudiologia e a primeira turma ingressou na universidade em 2000. O Curso Superior de Tecnologia em Radiologia foi aprovado em 2009 e a primeira turma teve os estudos iniciados em 2010.

## Departamentos acadêmicos
Na Faculdade de Medicina estão sediados 13 departamentos:
| Departamento Acadêmico               | Site do Departamento |
| Anatomia Patológica e Medicina Legal | APM                  |
| Anatomia e Imagem                    | IMA                  |
| Aparelho Locomotor                   | ALO                  |
| Clinica Médica                       | CLM                  |
| Cirurgia                             | CIR                  |
| Fonoaudiologia                       | FON                  |
| Ginecologia e Obstertrícia           | GOB                  |
| Medicina Preventiva e Social         | MPS                  |
| Oftamologia e Otorrinolaringologia   | OFT                  |
| Pediatria                            | PED                  |
| Propedêutica Complementar            | PRO                  |
| Saúde Mental                         | SAM                  |
| Internato Rural                      | Internato Rural      |

## Ex-alunos notáveis
- Célio de Castro
- Henrique Santillo
- Ivo Pitanguy
- João Guimarães Rosa
- Juscelino Kubitschek
- Ângelo Machado